# Río Imperial
Río Imperial är ett vattendrag  i Chile.   Det är belägen i regionen Región de la Araucanía, i den södra delen av landet, 600 km söder om huvudstaden Santiago de Chile.
I omgivningen kring Río Imperial växer i huvudsak blandskog och området är ganska glesbefolkat, med 23 invånare per kvadratkilometer.